# Cernusson
Cernusson é uma comuna francesa na região administrativa da Pays de la Loire, no departamento de Maine-et-Loire. Estende-se por uma área de 8,45 km². Em 2010 a comuna tinha 350 habitantes (densidade: 41,4 hab./km²).